# Aghireșu
Aghireșu — wieś w Rumunii.
Należy i jest siedzibą gminy Aghireșu.